# Teddesley Hay
Teddesley Hay är en civil parish i Storbritannien.   Den ligger i grevskapet Staffordshire och riksdelen England, i den södra delen av landet, 190 km nordväst om huvudstaden London.